# Władysław Muszyński

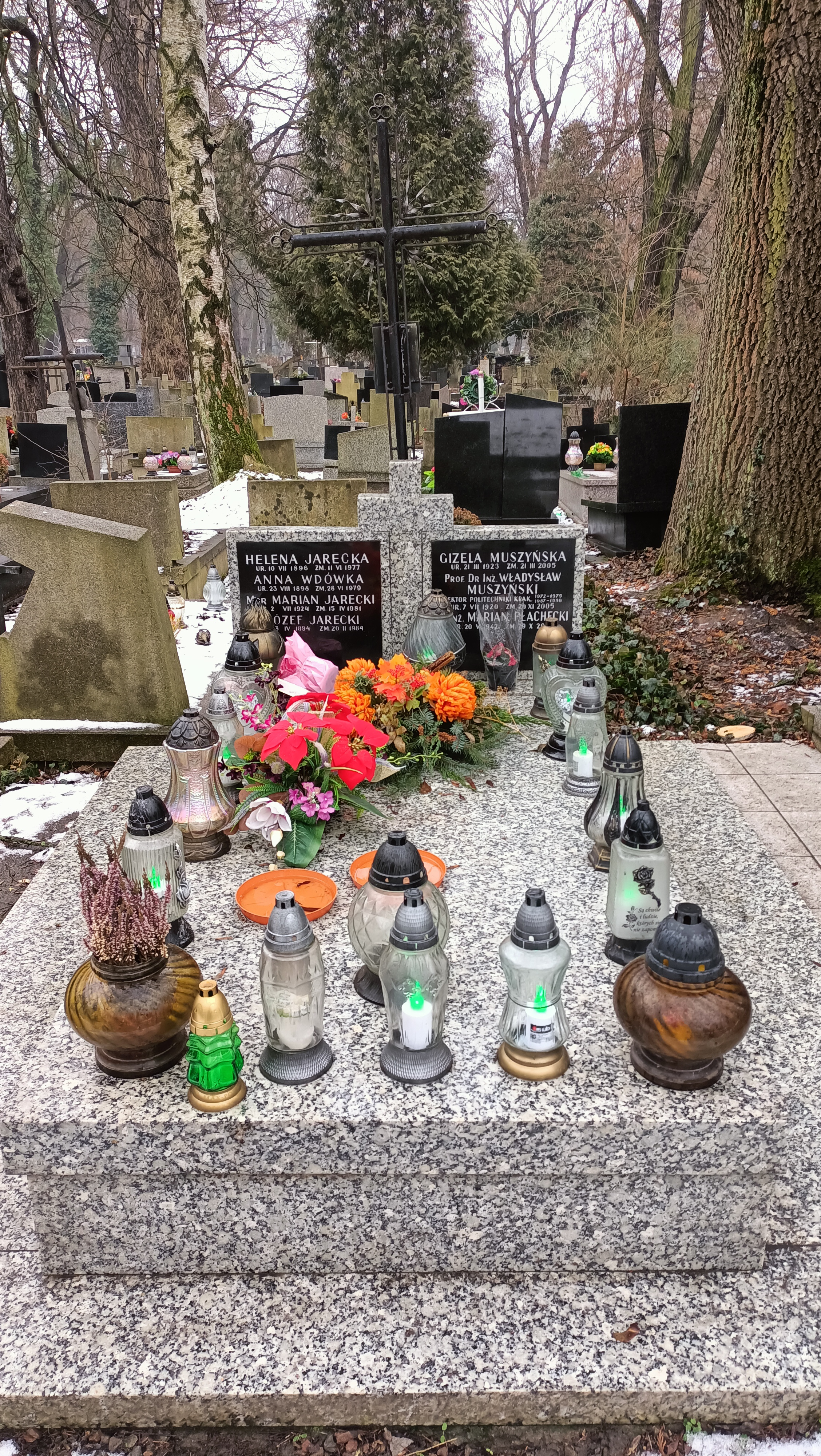
Grób Władysława Muszyńskiego na cmentarzu Rakowickim w Krakowie

Władysław Piotr Muszyński (ur. 7 lipca 1920 w Zagorzycach, zm. 20 listopada 2005 w Krakowie) – specjalista w dziedzinie konstrukcji betonowych i technologii betonu, profesor i rektor Politechniki Krakowskiej.

## Życiorys
W 1946 ukończył studia na Akademii Górniczej w Krakowie (od 1949 Akademia Górniczo-Hutnicza); jako starszy asystent pracował na tej uczelni już od 1945. Od 1951 był związany z Politechniką Krakowską; początkowo adiunkt, w latach 1959–1966 był docentem, od 1966 profesorem. Doktorat obronił w 1957, profesorem nadzwyczajnym został mianowany w 1966, profesorem zwyczajnym w 1974. W latach 1975–1976 był dyrektorem Instytutu Materiałów i Konstrukcji Budowlanych Politechniki Krakowskiej, 1978–1984 dziekanem Wydziału Budownictwa Lądowego; dwukrotnie pełnił funkcję rektora – w latach 1972–1975 i 1987–1990. Przewodniczył Konwentowi Seniorów Politechniki Krakowskiej, uczelnia nadała mu tytuł doktora honoris causa.
Poza pracą naukową pracował w Przedsiębiorstwie „Budowle Przemysłowe” w Krakowie oraz Biurze Projektów Górniczych w Krakowie (w latach 40. i 50.); był również ekspertem ONZ w dziedzinie budownictwa w Pakistanie i Bangladeszu. Od 1975 był członkiem Komitetu Inżynierii Lądowej i Wodnej PAN. Wchodził w skład Rady Naukowej przy Ministrze Budownictwa i Rady Naukowej Instytutu Techniki Budowlanej.
Ogłosił ponad 80 prac naukowych, dotyczących m.in. betonu napowietrzonego, ochrony budowli przed korozją, wpływu materiałów budowlanych na zdrowie człowieka, technologii rekonstrukcji uszkodzonych obiektów.
Był mężem Gizeli z Jareckich (1923–2005), miał dwoje dzieci: córkę Ewę (ur. 1949) i syna Lucjana (ur. 1951).
Zmarł w Krakowie, pochowany na cmentarzu Rakowickim (kwatera XXVIA-zach-trzeci po prawej Rachwała).

## Ordery i odznaczenia
- Krzyż Komandorski z Gwiazdą Orderu Odrodzenia Polski (2005)[3]
- Krzyż Komandorski Orderu Odrodzenia Polski
- Krzyż Kawalerski Orderu Odrodzenia Polski
- Medal Komisji Edukacji Narodowej
- Odznaka tytułu honorowego „Zasłużony Nauczyciel PRL”
- Medal „Zasłużony dla Politechniki Krakowskiej”
- Złota Odznaka „Za Pracę Społeczną dla miasta Krakowa” (1965)[4]

Źródło:.